# Lyophyllum
Lyophyllum es un género de hongos perteneciente a la familia Lyophyllaceae. Sus basidiomas suelen crecer sobre el suelo y presentan sombreros semiesféricos con láminas decurrentes o escotadas.